# Liste des chefs d'État du Kenya
La fonction de chef de l'État du Kenya depuis son indépendance le 12 décembre 1963 a été remplie d'abord par la reine du Kenya, représentée par un gouverneur général, puis par un président de la République lors de la proclamation de la République le 12 décembre 1964.

## Royaume (1963-1964)

### Reine
| No | Portrait     | Nom                                             | Début du règne   | Fin du règne     | Dynastie | Notes                  |
| -- | ------------ | ----------------------------------------------- | ---------------- | ---------------- | -------- | ---------------------- |
| 1  | Élisabeth II | Élisabeth II (21 avril 1926 – 8 septembre 2022) | 12 décembre 1963 | 12 décembre 1964 | Windsor  | Chef d'État nominatif. |

### Gouverneur général
| No | Portrait | Nom                                                | Début du mandat  | Fin du mandat    |
| -- | -------- | -------------------------------------------------- | ---------------- | ---------------- |
| 1  |          | Malcolm MacDonald (17 août 1901 – 11 janvier 1981) | 12 décembre 1963 | 12 décembre 1964 |

## République (depuis 1964)
| No | Portrait | Nom                                                 | Élection         | Début du mandat   | Fin du mandat    | Parti politique | Parti politique |
| -- | -------- | --------------------------------------------------- | ---------------- | ----------------- | ---------------- | --------------- | --------------- |
| 1  |          | Jomo Kenyatta (20 octobre 1894 – 22 août 1978)      | 1964             | 12 décembre 1964  | 12 juin 1966     |                 | KANU            |
| 1  | -        | Jomo Kenyatta (20 octobre 1894 – 22 août 1978)      | 12 juin 1966     | 29 janvier 1970   |                  |                 | KANU            |
| 1  | 1969     | Jomo Kenyatta (20 octobre 1894 – 22 août 1978)      | 29 janvier 1970  | 5 novembre 1974   |                  |                 | KANU            |
| 1  | 1974     | Jomo Kenyatta (20 octobre 1894 – 22 août 1978)      | 5 novembre 1974  | 22 août 1978 †    |                  |                 | KANU            |
| 2  |          | Daniel arap Moi (2 septembre 1924 – 4 février 2020) | Intérim          | 22 août 1978      | 8 novembre 1978  |                 | KANU            |
| 2  | 1978     | Daniel arap Moi (2 septembre 1924 – 4 février 2020) | 8 novembre 1978  | 12 décembre 1979  |                  |                 | KANU            |
| 2  | 1979     | Daniel arap Moi (2 septembre 1924 – 4 février 2020) | 12 décembre 1979 | 12 octobre 1983   |                  |                 | KANU            |
| 2  | 1983     | Daniel arap Moi (2 septembre 1924 – 4 février 2020) | 12 octobre 1983  | 29 février 1988   |                  |                 | KANU            |
| 2  | 1988     | Daniel arap Moi (2 septembre 1924 – 4 février 2020) | 29 février 1988  | 4 janvier 1993    |                  |                 | KANU            |
| 2  | 1992     | Daniel arap Moi (2 septembre 1924 – 4 février 2020) | 4 janvier 1993   | 5 janvier 1998    |                  |                 | KANU            |
| 2  | 1997     | Daniel arap Moi (2 septembre 1924 – 4 février 2020) | 5 janvier 1998   | 30 décembre 2002  |                  |                 | KANU            |
| 3  |          | Mwai Kibaki (15 novembre 1931 – 22 avril 2022)      | 2002             | 30 décembre 2002  | 30 décembre 2007 |                 | NARC PNU        |
| 3  | 2007     | Mwai Kibaki (15 novembre 1931 – 22 avril 2022)      | 30 décembre 2007 | 9 avril 2013      |                  |                 | NARC PNU        |
| 4  |          | Uhuru Kenyatta (né le 26 octobre 1961)              | 2013             | 9 avril 2013      | 28 novembre 2017 |                 | Jubilé          |
| 4  | 2017     | Uhuru Kenyatta (né le 26 octobre 1961)              | 28 novembre 2017 | 13 septembre 2022 |                  |                 | Jubilé          |
| 5  |          | William Ruto (né le 21 décembre 1966)               | 2022             | 13 septembre 2022 | En fonction      |                 | UDA             |

#### Kenya
- Liste des vice-présidents de la république du Kenya
- Liste des Premiers ministres
- Liste des ministres kényans des Affaires étrangères
- Liste des ministres kényans des Finances
- Liste des présidents de l'Assemblée nationale (Kenya)
- Liste des présidents du Sénat du Kenya

#### Monde
- Liste des dirigeants actuels des États